# Seværdighed
En seværdighed er et bygningsværk, et stykke natur, kunst eller en forlystelsespark, som lokker mange turister til. De fleste rejser bliver planlagt, så de rejsende kommer til at bo tilpas tæt på store seværdigheder. Af danske seværdigheder i form af bygningsværker, kan nævnes de danske slotte, såsom Kronborg, Rosenborg, Amalienborg, Christiansborg, Frederiksborg og mange flere. Religiøse bygninger som Roskilde Domkirke og marmorkirken er også danske turistmål.
Seværdigheder kan dog også være steder eller individer, som der er en grad af mystik omkring, herunder blandt andet Loch Ness-uhyret, Stonehenge og påskeøens statuer. Søger man seværdigheder, som i højere grad har med et lands eller områdes kulturhistorie at gøre, henvises til UNESCOs Verdensarvsliste.
I Norden anvendes Johanneskorset på skiltning til seværdigheder.
I områder hvor der findes seværdigheder, er der oftest også en højere grad af aktiviteter, hoteller og rekreative områder. Nogle af verdens største turistattraktioner er vist i galleriet nedenfor:

## Turistattraktioner
- Keopspyramiden i Giza, Egypten
- Mount Rushmore i South Dakota, USA
- Parthenon i Athen, Grækenland
- Peterskirken i Vatikanet
- Buckingham Palace i London, England
- Teotihuacan i Mexico
- Cristo Redentor-statuen i Rio de Janeiro, Brasilien
- Den kinesiske mur i Kina
- Borobudur i Indonesien
- Taj Mahal i Agra i Indien
- Eiffeltårnet i Paris, Frankrig
- Colosseum i Rom, Italien
- Machu Picchu i Andesbjergene i Peru
- Notre Dame i Paris, Frankrig
- Abu Simbel i Egypten
- Operahuset i Sydney, Australien